# Oligosoma oliveri
Espèce
Synonymes
- Leiolopisma oliveri McCann, 1955
- Leiolopisma pachysomaticum Robb, 1975
- Cyclodina oliveri (McCann, 1955)
- Cyclodina pachysomaticum (Robb, 1975)

Statut de conservation UICN

 NT  : Quasi menacé
Oligosoma oliveri est une espèce de sauriens de la famille des Scincidae.

## Répartition
Cette espèce est endémique de petites îles situées à l'Est de l'île du Nord en Nouvelle-Zélande.

## Étymologie
Cette espèce est nommée en l'honneur de Walter Reginald Brook Oliver.

## Publication originale
- McCann, 1955 : The lizards of New Zealand. Gekkonidae and Scincidae. Dominion Museum Bulletin, vol. 17, p. 1-127.